# Štefan Kočevar

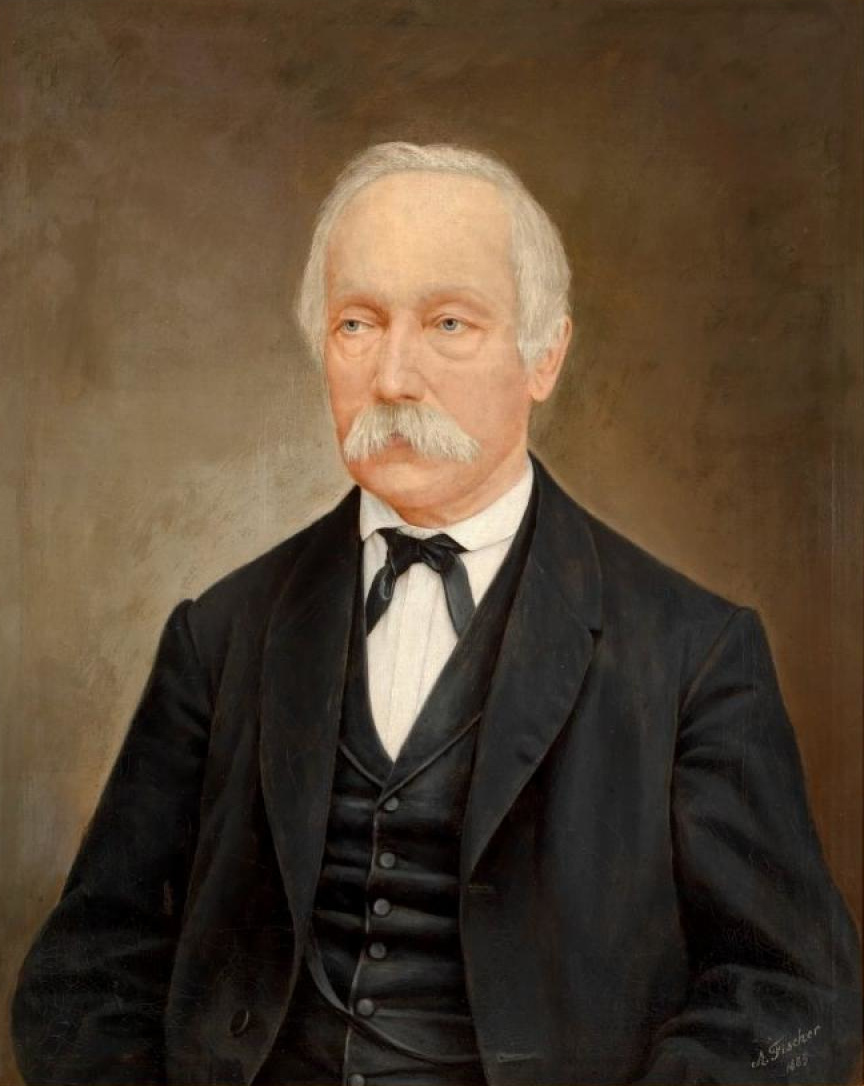
Porträt von Štefan Kočevar von A. Fischer (1885)

Štefan Kočevar (* 14. August 1808 in Središče ob Dravi; † 22. Februar 1883 in Celje) war ein slowenischer Arzt, Politiker, Publizist und bedeutender Vertreter der slowenischen Nationalbewegung in der Untersteiermark. 

## Werdegang
Kočevar studierte nach der Gymnasialausbildung in Marburg an der Drau ab 1829 in Graz Philosophie, anschließend in Wien Medizin, wo er 1835 zum Doktor der Medizin promoviert wurde. Er arbeitete zunächst als Arzt in Celje, dann von 1836 bis 1851 in Podčetrtek und bis zu seiner Pensionierung im Jahr 1881 wieder in Celje. 
Kočevar engagierte sich während seines Studiums in Graz in der nationalen Bewegung. Gemeinsam mit dem Dichter Stanko Vraz war er Vertreter der panslawistischen Nationalbewegung Illyrismus.
Im Revolutionsjahr 1848 setzte sich Kočevar für eine engere Verbindung zwischen Slowenen und Kroaten ein und wurde von den Grazer Slowenen als deren Vertreter bei der ersten Sitzung des neuen kroatischen Sabor am 5. Juni 1848 in Zagreb gewählt, wo er versuchte, die Kroaten für die Ideen der steirischen Slowenen zu gewinnen.
Während seiner Zeit in Celje wurde er zu einer zentralen Figur der slowenischen Nationalbewegung in der Stadt. Zusammen mit Josip Vošnjak setzte er sich für die Gründung eines slowenischen Ärztevereins in der Steiermark ein.

## Gedächtnis
Straßen mit dem Namen Kočevarjeva ulica existieren in Celje, Maribor und Novo mesto.